# Бежано
Арагва (груз. ბეჟანო) — село в Грузії.
За даними перепису населення 2014 року в селі проживає 877 осіб.